# Gláucio Gomes
Glaucio Gomes (12 de outubro de 1965) é um ator brasileiro.

## Trabalhos na TV
| Ano       | Título                             | Personagem                                                     | Notas                                    |
| --------- | ---------------------------------- | -------------------------------------------------------------- | ---------------------------------------- |
| 2025      | Volta por Cima                     | Diretor da Viação Estelar                                      | Episódio: "29 de janeiro"                |
| 2023–2024 | Impuros                            | Otavinho Mendes                                                |                                          |
| 2023      | Fuzuê                              | Silvestre                                                      | Episódio: "26 de dezembro"               |
| 2023      | Todas as Flores                    | Dr. Horácio                                                    |                                          |
| 2022      | Travessia                          | Dr. Falcão                                                     |                                          |
| 2021      | Verdades Secretas II               | Robério                                                        |                                          |
| 2020      | Malhação: Toda Forma de Amar       | Juarez                                                         |                                          |
| 2019      | A Dona do Pedaço                   | Nicolas                                                        |                                          |
| 2019      | Verão 90                           | Roberto Talma                                                  | Episódio: "29 de janeiro"                |
| 2017      | O Outro Lado do Paraíso            | Danilo                                                         |                                          |
| 2017      | Tempo de Amar                      | Vianna                                                         |                                          |
| 2017      | Pega Pega                          | Hermes França                                                  |                                          |
| 2016      | A Lei do Amor                      | Amaro                                                          |                                          |
| 2016      | TOCs de Dalila                     | Saldanha                                                       |                                          |
| 2015      | Totalmente Demais                  | Dom Luigi                                                      |                                          |
| 2015      | Verdades Secretas                  | Robério                                                        |                                          |
| 2014      | Dupla Identidade                   | Assis                                                          |                                          |
| 2013      | Tapas & Beijos                     | Delegado                                                       |                                          |
| 2013      | Amor à Vida                        | Pastor Efigênio                                                |                                          |
| 2012      | Cheias de Charme                   | Damasceno                                                      |                                          |
| 2012      | Avenida Brasil                     | Cleberson                                                      |                                          |
| 2012      | As Brasileiras                     | Caminhoneiro                                                   | Episódio: "A Justiceira de Olinda"       |
| 2012      | Fina Estampa                       | Detetive Francisco das Chagas                                  |                                          |
| 2011      | Força-Tarefa                       | Motorista                                                      | Episódio: "15 de dezembro"               |
| 2011      | Insensato Coração                  | Dono do bar que informa ao personagem Pedro o endereço de Zeca |                                          |
| 2010      | S.O.S. Emergência                  |                                                                |                                          |
| 2009      | Malhação ID                        | Ricardo Casanova (Casca)                                       |                                          |
| 2009      | Viver a Vida                       | Taxista                                                        |                                          |
| 2008      | Malhação                           | Alexei                                                         |                                          |
| 2008      | Cilada                             | Mecânico                                                       | Episódio: "Carro"                        |
| 2008      | Casos e Acasos                     | Delegado                                                       | Episódio: "O Bombeiro, o Furto e a Foto" |
| 2008      | Por Toda Minha Vida                | Roberto Talma                                                  | Episódio: "Tim Maia"                     |
| 2008      | Faça Sua História                  | Alberico                                                       | Episódio: "Um Cadáver Ilustre"           |
| 2008      | O Natal do Menino Imperador        | Embaixador                                                     | Especial de fim de ano                   |
| 2007      | Duas Caras                         | Mariozinho Pedreira                                            |                                          |
| 2007      | Amazônia, de Galvez a Chico Mendes | Antônio                                                        |                                          |
| 2006      | Páginas da Vida                    | Taxista                                                        |                                          |
| 2006      | Cobras & Lagartos                  | Dono de firma de motoboys                                      | Participação especial                    |
| 2005      | A Grande Família                   | Odivan                                                         | Episódio: Van Esperança                  |
| 2005      | Começar de Novo                    | Delfino Heleno Alencar                                         |                                          |
| 2005      | Mad Maria                          | Adams                                                          |                                          |
| 2004      | Linha Direta                       | —                                                              | Episódio: "A Bomba do Riocentro"         |
| 2003      | Kubanacan                          | Eliseu do Parto                                                |                                          |
| 2003      | A Casa das Sete Mulheres           | Vicente da Fontoura                                            |                                          |
| 2000      | O Cravo e a Rosa                   | Gerente do Hotel                                               |                                          |
| 1998      | Corpo Dourado                      | Cabeção                                                        |                                          |
| 1995      | História de Amor                   | Cara que atropela Paula                                        | Participação                             |

## No Cinema
- 2010 - Tropa de Elite 2
- 2004 - Xuxa e o Tesouro da Cidade Perdida - Dr. Egeu Oberon
- 2002 - Madame Satã - Gordo no Danúbio